# لوکوگرانیت

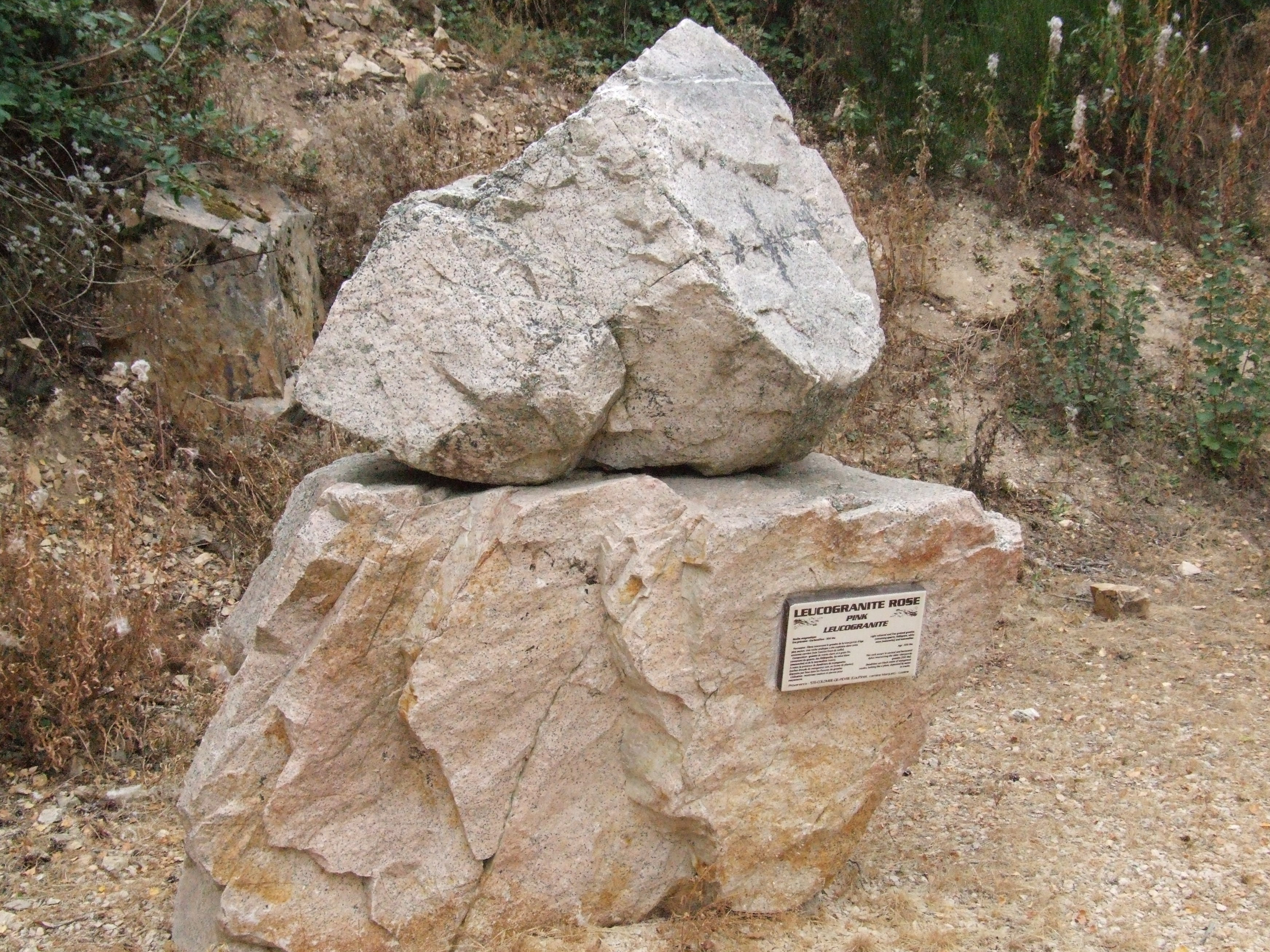
لوکوگرانیت از لوزر، فرانسه

لوکوگرانیت (Leucogranite) سنگی آذرین به رنگ روشن، گرانیتی و تقریباً بدون کانی تیره‌رنگ است. آلاسکیت مترادف آن است. این سنگ‌ها عموماً در کوهزایی‌های ناشی از برخورد دو صفحهٔ قاره‌ای شکل می‌گیرند. در کمربند کوهزایی آلپ-هیمالیا که البرز نیز جزئی از آن به حساب می‌آید، به وفور از این توده‌های لوکوگرانیتی دیده می‌شود. دیواره‌های عظیم و بلند این کوه به دلیل سختی و استحکام سنگ آن در برابر عوامل طبیعی از جمله فرسایش است.
برای نمونه این سنگ‌ها می‌توان به بلک هیلز (کوه‌زایی فرا-هادسون در دوره پیشین‌زیستی)، مجموعه بلوریج (کوهزایی گرنویل در عصر پیشین‌زیستی)، کوهزایی آپالاشی دیرینه‌زیستی در ایالت مِین آمریکا، و کوهزایی فعال کنونی هیمالیا اشاره کرد. این‌گونه برداشت می‌شود که ماگماهای لوکوگرانیت از ذوب سنگ‌های پلیتی در قسمت‌های بالایی پوسته قاره‌ای ضخیم به دست آمده‌اند. این ذوب‌ها به دنبال تغییر شکل و دگرگونی ایجاد می‌شوند، اما منبع گرما نامشخص است. گرمایش برشی مرتبط با مناطق برشی بزرگ در پوسته به عنوان سازوکار پیشنهاد شده‌است.
مون سن-میشل در نرماندی فرانسه از لوکوگرانیت ساخته شده‌است که از ژرف‌توده زیرزمینی ماگمای مذاب حدود ۵۲۵ میلیون سال پیش در دوره کامبرین جامد شد.
مطالعه‌ای روی رخساره‌های گرانولیت کوارتز غنی از سدیم - فلدسپات قلیایی - بیوتیت گنیس در کمربند کرالا کندالیت در نزدیکی مانالی در جنوب هند نشان داد که لکوزوم‌های درجا (تفکیک‌های رنگ روشن) در گنیس، گارنت جایگزین بیوتیت تیره شده‌است. این مطالعه ذوب موضعی یا میگماتیت‌شدگی در گنیس را نشان داد. این امر توسط ذوب‌های لوکوگرانیتی حاوی گارنت به موازات و ناسازگار با شاخ و برگ گنیس نفوذ کرد. نسبت ایزوتوپ استرانسیوم نفوذی‌های لکوگرانیت از گنیس و لوکوزوم‌های مرتبط متمایز است. این نشان می‌دهد که مذاب‌های لوکوگرانیت از گنیس محلی مشتق نشده‌اند، با این حال گنیس از نظر ایزوتوپی متغیر است و لوکوگرانیت می‌تواند از گنیس زیرین مشتق شده باشد.